# Triepeolus wilsoni
Triepeolus wilsoni là một loài Hymenoptera trong họ Apidae. Loài này được Cresson mô tả khoa học năm 1865.